# Pierre Pernet
Pour les articles homonymes, voir Pernet.
 (novembre 2021).
Pierre Pernet est un acteur français né le 16 novembre 1931  à Revin, mort le 9 août 1982 à Penmarch ( Finistère), qui n'a pas connu une carrière sur les écrans télé et ciné très importante. Il s'est surtout fait connaître dans le rôle de l'acrobate en 1971, dans la série télévisée Les Nouvelles Aventures de Vidocq.

## Filmographie partielle

### Cinéma
- 1965 : Qui êtes-vous, Polly Maggoo ? de William Klein
- 1976 : La Communion solennelle de René Féret
- 1982 : La Passante du Sans-Souci de Jacques Rouffio
- 1982 : Que les gros salaires lèvent le doigt ! de Denys Granier-Deferre

### Télévision
- 1962 : Les Cinq Dernières Minutes, épisode L’Épingle du jeu de Claude Loursais
- 1962 : Le Théâtre de la jeunesse, Le Fantôme des Canterville : Édouard
- 1967 : Les Habits noirs de René Lucot (feuilleton télévisé)
- 1967 : Vidocq de Marcel Bluwal (épisode 1) : l'acrobate
- 1967 : En votre âme et conscience, épisode : L'Affaire Dumollard de  Jean Bertho
- 1970 : Les Cinq Dernières Minutes (épisode Une balle de trop) de Raymond Portalier
- 1971 : Mesure pour mesure de William Shakespeare, réalisation Marcel Bluwal
- 1971 : Les Nouvelles Aventures de Vidocq de Marcel Bluwal (TV) : l'acrobate[1]
- 1973 : Poker d'As de Hubert Cornfield
- 1979 : Le Baiser au lépreux d'André Michel
- 1982 : Médecins de nuit d' Emmanuel Fonlladosa, épisode : Quingaoshu (série télévisée)
- 1992 : Maguy épisode no 330

## Théâtre
- 1952-55 ? Centre Dramatique de l'Ouest (Rennes) Théâtre classique.
- 1956 : Les Étendards du roi de Costa du Rels, mise en scène Marcelle Tassencourt, Théâtre du Vieux Colombier, Théâtre Hébertot
- 1956 : La Nuit romaine d'Albert Vidalie, mise en scène Marcelle Tassencourt, Théâtre Hébertot
- 1957 : Les Hommes du dimanche de Jean-Louis Roncoroni, mise en scène Georges Douking, Théâtre de la Michodière
- 1958 : L'Épouvantail de Dominique Rolin, mise en scène André Barsacq, Théâtre de l'Œuvre
- 1959 : Becket ou l'Honneur de Dieu de Jean Anouilh, mise en scène de l'auteur et Roland Piétri, Théâtre Montparnasse
- 1961 : La Grotte de Jean Anouilh, mise en scène de l'auteur et Roland Piétri, Théâtre Montparnasse
- 1962 : L'Idiot de Fiodor Dostoïevski, mise en scène Jean Gillibert, Théâtre Récamier
- 1962 : Lieutenant Tenant de Pierre Gripari, mise en scène Jean-Paul Cisife, Théâtre de la Gaîté Montparnasse
- 1964 : Le Monstre Turquin de Carlo Gozzi, mise en scène André Barsacq, Théâtre de l'Atelier
- 1968 : Roméo et Juliette de William Shakespeare, mise en scène Michael Cacoyannis, TNP Théâtre de Chaillot
- 1969 : Pique-nique en campagne de Fernando Arrabal, mise en scène Pierre Peyrou, Théâtre de la Gaîté-Montparnasse
- 1969 : Mon Isménie d'Eugène Labiche, mise en scène Pierre Peyrou,  Théâtre de la Gaîté-Montparnasse